# 約翰·瑪斯頓 (碧血狂殺系列)
約翰·瑪斯頓是Rockstar Games制作的碧血狂殺系列中的角色。他是2010年电子游戏《碧血狂殺》中的主要可玩角色。在游戏中，他必须应对美國舊西部時代的沒落，同时他也被迫追捕范特林幫中幸存的成员，以换取美國联邦政府保護他家人的安全。約翰是Canon殭屍大災難主题资料片《碧血狂殺：不死夢魘》（2010年）的主角，也是《碧血狂殺2》（2018年）的第二个可玩角色（另一個是亞瑟·摩根）。《碧血狂殺2》描述约翰在帮派沒落前的故事，以及后来他试图与家人開始靠正當工作謀生的生活。
勞勃·維特霍夫通过動作捕捉在《碧血狂殺》及《碧血狂殺2》中扮演约翰·瑪斯顿。在《碧血狂殺》中，这个角色被製作成一个细致入微、以家庭为中心的角色。当維特霍夫製作《碧血狂殺2》时，他从他年轻時的生活寻找灵感。编剧们认为約翰原來的角色在《碧血狂殺2》中可能会受到限制。該角色獲得了許多好评，许多评论家稱讚他的成熟，以及他對道德的歧義。維特霍夫对約翰的呈現也广受好评。

## 創作過程
2008年12月的一天晚上，罗伯特·维特霍夫的經紀人打來電話，鎮上正在進行一個試鏡。在試鏡时，製作團隊告訴他要边读他的台词边摺衣服。他并不知道這是什麼游戏，製作團隊僅稱其为「未命名的電子游戏项目」。他觉得這個试镜浪费时间，但他几天后就獲得了飾演这个角色的機會。動作捕捉过程包括同步录制动作和语音，其中一小部分是在画外音室完成的。维特霍夫在《碧血狂殺》上花了近两年的时间，主要製作大约持续了六周。第一个被录制的场景是约翰遇见奈杰尔·韦斯特·狄更斯（《碧血狂殺》中的一位騙子）。錄製持续了几周时间，然后休息一两个月。维特霍夫每天大约录制12-15个场景。录製人员经常参考Rockstar Games上一款游戏《俠盜獵車手IV》（2008）中的场景，维特霍夫假装自己玩過，最终他承认自己没有玩过这款游戏。
約翰在《碧血狂殺》中被塑造成細緻入微的角色，和「顧家的男人」，而不是明確的惡棍或英雄。Rockstar San Diego的技術總監泰德·卡森（Ted Carson）稱約翰「既涉足舊世界，也涉足未來世界」，他認為這個角色因憤世嫉俗和現實主義的結合而變得有趣。維特霍夫認為約翰的某些決定「使他被幫派成員所接受」，而且他可能沒有意識到自己的行為是錯的。製作團隊花了「相當長的時間」才製作出約翰的外貌，因為他們認為這能他們與角色建立情感。維特霍夫從《碧血狂殺》的錄製地洛杉磯搬回印第安納州西摩大約一個月後，又被要求前往紐約參與製作《碧血狂殺》的可下載內容《碧血狂殺：不死夢魘》。
在《碧血狂殺2》中開發約翰時，製作團隊認為他之前的外貌可能會限制編劇們的能力，因為玩家已經與這個角色產生了共鳴。當維特霍夫回來製作這個角色時，他從自己過去的生活中汲取靈感，因為他總是向他姐姐的男性朋友們尋求認可，就像約翰向其他人尋求認可一樣，他認為約翰與他一樣都「年輕、自大，且對自己不夠了解」。他還從家鄉一位「非常堅強的傢伙」中汲取了約翰個性的靈感。

## 特征与分析
雖然《碧血狂殺》的營銷材料將約翰描繪成傳統的牛仔——孤獨且暴力，「白人、異性戀本位、粗獷的人」——但他在故事中的行為和野心通常是非傳統的。他內心的歧義和衝突導致他的「疲倦多於男子氣概」。無論如何，約翰在某些情況下延續刻板印象。儘管他強烈反對，他仍然為政府執行任務，以保護家人的生命，這被描述為狄奧多·羅斯福男子氣概的體現。本傑明·J·特里亞納（Benjamin J. Triana）表示約翰面臨的挑戰反映了現代順性別男性面臨的挑戰。馬特·馬吉尼（Matt Margini）將約翰的衰敗歸咎於「建立在超男子氣概理想之上世界的虛假承諾」，約翰試圖採用一種新的男子氣概，但是失敗了，這一點驗證了馬吉尼說的話。並且他還嘗試為兒子傑克扮演一個富有同理心的父親。尤霍·托米寧（Juho Tuomine）將約翰描述為理想主義者。埃絲特·賴特（Esther Wright）博士指出，雖然約翰並不是明顯的種族主義者，但他對印第安保留地的襲擊表明他參與了「種族主義、種族滅絕暴力的微小重現」。特里亞納（Triana）寫道，由於約翰把家人放在第一位，使美洲原住民「成為遊戲中邪惡社會力量（social force）的受害者」。
幾位學者指出，儘管第一款遊戲的標題中使用了「救贖」（Redemption）一詞，但對於約翰來說，這樣的壯舉不可能實現。Kotaku的希瑟·亞歷山德拉（Heather Alexandra）認為約翰為了拯救家人而犧牲自己，從而實現了救贖。特里亞納表示，雖然約翰的死「暗示著超越」，但並不代表約翰是英雄。特里亞納還認為結局能讓玩家正確理解約翰因政府遭受的苦難而拒絕接受正在逐漸進步的社會和機構。雖然約翰暴力的過去使他無法獲得救贖，但也影響了他兒子實現美國夢的能力，因為他像父親一樣成為了亡命之徒。

## 虚构人物传记
約翰的母親是一名妓女，在分娩時去世。而他的父親則在酒吧鬥毆中失明，並在約翰8歲時去世。他父親死後，約翰在孤兒院待了幾年。當約翰12歲因偷竊被捕而受到私刑時，德奇·范特林（Dutch Van der Linde）救了他，把他帶入范特林幫並撫養長大。當艾比蓋兒·羅伯茲（Abigail Roberts）加入該幫派時，她和約翰相愛並生了一個名叫傑克（Jack）的兒子。

### 碧血狂殺2
1899年，遊戲剛開始時，范特林幫因搶劫了黑水鎮（Black Water）的運鈔渡輪，於是被平克頓偵探事務所追捕，約翰被派去幫派前面偵察。但卻遭到了狼群襲擊並被困在雪地裡，後來他被幫派成員亞瑟·摩根和哈維爾·艾斯桂亞（Javier Escuella）救起。康復後，他執行了一些任務，然後策劃並進行了一次成功的火車搶劫。後來在聖丹尼（Saint Denis）的一次銀行搶劫中，約翰被捕並被監禁。亞瑟和賽蒂（Sadie）救了他，這讓達奇很不屑。約翰和亞瑟一樣，對達奇日益增長的偏執和逐漸失去的理智變得越來越警惕。為了保護約翰及他的家人，亞瑟告訴他要在適當的時候離開幫派。後來，約翰在一次火車搶劫中受傷並被達奇留下等死，當亞瑟與德奇和彌迦（Micah）對峙時，約翰回到了營地。當平克頓入侵營地時，亞瑟和約翰一起逃跑了。約翰按照亞瑟的意願與家人離開，而亞瑟則被彌迦殺死。
八年後（1907年），約翰與艾比蓋爾在一個牧場找到了一份正當的工作，但當約翰反擊威脅他和雇主的歹徒時，艾比蓋兒因受不了約翰再次殺了人，而與傑克一起離開了他。之後，約翰為了讓艾比蓋兒回來，於是向銀行貸款在比察之願（Beecher's Hope）蓋了一間房子，而約翰也重新得到了艾比蓋兒的愛。他在大叔（Uncle）和查爾斯·史密斯（Charles Smith）的幫助下建立了一個牧場，而賽蒂為他提供了賞金獵人的工作來償還貸款。艾比蓋兒回來後，約翰向她正式求婚並得到了她的接受。後來約翰與賽蒂和查爾斯一起攻擊彌迦的新幫派，並在那裡找到了德奇。在墨西哥對峙中，德奇與約翰一同射殺了彌迦，而德奇在這之後離開了那裡。約翰和艾比蓋兒後來在他們的牧場結婚。遊戲的最後一幕是平克頓偵探事務所的艾德格爾·羅斯（Edgar Ross）觀察約翰的牧場，並帶著得意滿滿的笑容離去。

### 碧血狂殺
1911年（美國舊西部時代結束的最後一年），羅斯命令約翰充當賞金獵人並逮捕他以前的亡命之徒朋友。為了激勵約翰並確保他遵守法律，羅斯綁架了傑克和艾比蓋兒，並承諾約翰在完成任務後釋放他們。他與新奧斯汀州（New Austin）的許多人合作，幫助他襲擊前幫派成員比爾·威廉森（Bill Williamson）的堡壘。之後比爾逃往墨西哥尋求前幫派成員哈維爾·艾斯桂亞的幫助，約翰繼續在墨西哥追捕他們。在那裡，約翰不情願地被捲入了當地的內戰當中。他為叛軍和政府軍工作，只為了有關比爾和哈維爾的信息，但最後政府軍背叛了他，約翰被叛軍救出。他最終找到了哈維爾，玩家可以決定要殺死他或將他交給特工。比爾也被約翰或叛軍領袖亞伯拉罕·雷耶斯（Abraham Reyes）追捕並殺害。
當約翰回來接家人時，羅斯告訴他必須找到達奇。在對德奇進行了幾次襲擊失敗後，約翰和特工們對他的藏身處發動了襲擊。約翰將達奇追至懸崖，德奇隨後跳崖自殺。隨著他之前的幫派消亡，約翰和他的家人回到了他們的牧場。他在牧場安穩工作了一段時間，但很快就遭到美國陸軍襲擊，大叔被殺，約翰讓傑克和艾比蓋兒先走，自己卻被一群士兵和羅斯開槍打死。他的屍體被埋在牧場的山坡上。

### 碧血狂殺：亡靈夢魘
在這個《碧血狂殺》的可下載內容中，約翰發現世界正受到一種病毒入侵，這種病毒可以讓死者復活並讓他們變得嗜血。約翰將受感染的傑克和艾比蓋爾綁起來後，他試圖找出瘟疫的根源。他騎馬前往墨西哥，並從一位修女那裡得知引發這場瘟疫的罪魁禍首可能是雷耶斯。約翰殺死了已經被感染的雷耶斯並從他手中救了一位女孩，她透露雷耶斯褻瀆了幾個地下墓穴，並偷走了一個阿茲特克面具，當雷耶斯戴上後自己也被感染了。約翰和女孩前往墓穴並歸還了面具。約翰回到家後，發現家人都已經痊癒。幾個月後約翰去世，他從墳墓中復活，因為面具再次被盜，導致死者復活。然而，由於約翰是用聖水埋葬的，他變成了不死生物，仍然保留著他的靈魂。

## 評價

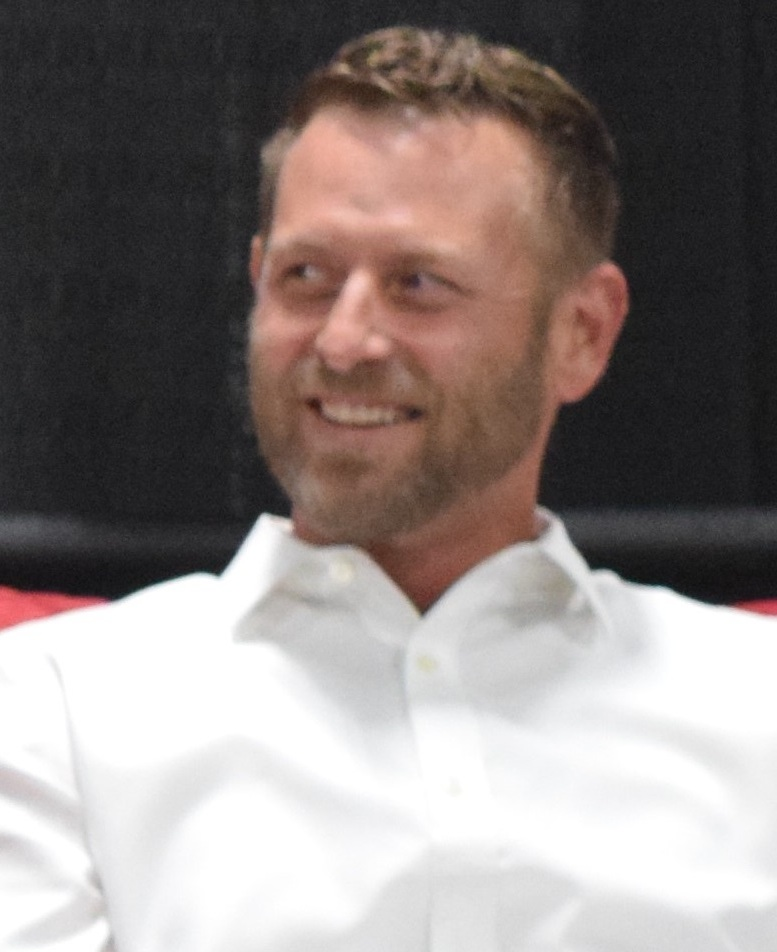
罗伯特·维特霍夫因飾演約翰而獲得讚譽和獎項

約翰·馬斯頓受到了評論界的好評。國際數據集團的基思·肖（Keith Shaw）將約翰描述為「複雜的人物」。《紐約時報》的賽斯·希塞爾（Seth Schiesel）表示「約翰和他的創造者對現實世界進行了令人信服、有凝聚力和令人著迷的想像，為電子遊戲的複雜性和雄心樹立了新標準」。GamesRadar+將這個角色描述為「過時的人」，並特別敘述了他在家庭生活中的脆弱。《Game Informer》的賈維·格沃爾特尼（Javy Gwaltney）稱讚約翰是Rockstar製作出最好的角色，並指出他復雜的性格使他比大多數主角更加真實。IGN的布萊恩·阿爾伯特（Brian Albert）認為約翰是「電子遊戲最厲害的槍手」之一，並稱讚了他的槍法和保護家庭的能力。Eurogamer的丹·懷特黑德（Dan Whitehead）寫道，《亡靈夢魘》的劇本理解了其角色的精神，平衡了諷刺的愚蠢及誠實的悲情，並表示《亡靈夢魘》讓約翰·馬斯頓成為「遊戲界最偉大的角色之一」。
在《碧血狂殺2》發行之前，Kotaku的希瑟·亞歷山德拉（Heather Alexandra）對約翰的回歸表示猶豫，因為約翰對《碧血狂殺》的影響力太大了，可能會影響其結局。《Game Informer》编辑認為，到《碧血狂殺2》結束時，約翰已經成為「我們在原版遊戲中認識的那個人：充滿愛心、忠誠、光榮，但注定悲慘」。GamesRadar+的戴夫·米克勒姆（Dave Meikleham）寫道，《碧血狂殺2》的高潮解釋了約翰在《碧血狂殺》中的行為。Polygon的羅斯·弗魯什蒂克（Russ Frushtick）認為遊戲尾聲中約翰的故事比亞瑟·摩根的故事更激勵，因為約翰的任務有具體目標，亞瑟只是為了「多活一天或賺點錢」。相反，《富比士》的保羅·塔西（Paul Tassi）認為約翰的故事不如亞瑟的有趣，因為他花了很多時間與亞瑟相處，還有部分原因是約翰缺乏性格成長。Mashable的傑斯·喬何（Jess Joho），認為亞瑟和約翰是「實際上可以互換的反英雄」，並對兩人之間缺乏主題及基調的變化感到失望。《Game Informer》的格沃爾特尼認為亞瑟更適合當主角，因為約翰在整個遊戲中缺乏成長。一些玩家批評遊戲補丁改變了約翰的角色模型，他們認為這是「降級」以讓約翰更接近亞瑟。
憑藉在《碧血狂殺》中的出色表現，维特霍夫榮獲第14屆D.I.C.E.大獎傑出人物演出獎。並在2010年斯派克電子遊戲大獎中被提名為最佳人類男性表演獎，約翰還被提名為年度最佳角色。2013年，Complex將维特霍夫的表演評為電子遊戲中25位最偉大的配音表演之一。

### 引用書目
- Humphreys, Sara. . Western American Literature (University of Nebraska Press). 2012, 47 (2): 200–215. S2CID 162084363. doi:10.1353/wal.2012.0048 （英语）.
- Margini, Matt. . Boss Fight Books. 2020. ISBN 978-1-94053-524-1 （英语）.
- Triana, Benjamin J. . Journal of Games Criticism (伦斯勒理工学院). 2015, 2 (2)  [2022-02-21]. （原始内容存档于2015-10-12）.
- Tuominen, Juho.  (PDF) (学位论文). 坦佩雷大學. 2020年10月  [2022-02-21]. （原始内容存档 (PDF)于2022-02-21） （英语）.
- Wright, Esther. . European Journal of American Studies (European Association for American Studies). 2021, 16 (3). S2CID 240579391. doi:10.4000/ejas.17300  （英语）.